# 容嬪
容嬪（ようひん、道光17年6月4日（1837年7月6日） - 同治8年5月12日（1869年6月21日））は、清の咸豊帝の妃嬪。満州鑲黄旗包衣佐領の出身。姓は伊爾根覚羅（イルゲンギョロ）氏。父は咸安宮官学の従六品清話教習・薩爾杭阿で、彼の一人娘であった。

## 生涯
道光17年（1837年）6月4日生まれ。
咸豊3年（1853年）8月、容常在に封じられる。また、如意館では「容常在の半身肖像画」を制作した記録がある。
同年10月20日、容常在のもとに新たに2人の宮女が配属される。
咸豊5年（1855年）10月、容貴人に昇格。
咸豊11年（1861年）10月、咸豊帝の崩御後、新たに即位した同治帝が皇考容嬪に尊封する。
しかし、容嬪の正式な冊封手続きは彼女の死去時まで行われず、そのため鍍金銀冊や采仗の製造も中止された。
同治8年（1869年）5月12日、容嬪が死去。
遺体は吉安所に安置され、禧嬪（察哈喇氏）と慶嬪（張氏）が宮廷を出て弔問。
その後、金棺は田村に一時安置され、最終的に定陵妃園寝（現在の河北省遵化市清東陵）に埋葬。
同年6月7日、総管・張得喜が「容嬪の喪服を着る宮廷女子（正白旗原披甲人・興章の娘）を婚姻のために実家へ帰す」旨の報告を提出。

## 家族
- 曾祖父（曽祖父）：伊里布 - 内務府披甲人（正規兵）。

- 祖父：慱爾豁（伊里布の一人息子） - 嘉慶年間に翻訳生員として試験を受け、内務府披甲人となる。最終官位は六品教習。

- 父：薩爾杭阿（慱爾豁の一人息子） - 嘉慶元年（1796年）生まれ。道光年間に咸安宮官学の清話教習を務める。道光11年（1831年）、5年の任期満了により七品に昇進。道光16年（1836年）、さらに従六品に昇進。道光18年（1838年）5月13日、病により死去。

- 母：駱氏（鑲黄旗包衣管領下の人）  - 夫（薩爾杭阿）が病死した後、母娘二人は毎月1両の寡婦手当で生活。亡夫の親族・英奎の家に身を寄せる。咸豊11年（1861年）、同治帝が容貴人を「容嬪」に尊封する際、英奎の叔父である阿昌阿（容嬪の族叔）が家族代表として謝恩。

## 伝記資料
- 『清史稿』
- 『清実録』